# Чартаєв
Чартаєв (пол. Czartajew) — село в Польщі, у гміні Сім'ятичі Сім'ятицького повіту Підляського воєводства.
Населення — 707 осіб (2011).
У 1975-1998 роках село належало до Білостоцького воєводства.

## Демографія
Демографічна структура станом на 31 березня 2011 року:
|          | Загалом | Допрацездатний вік | Працездатний вік | Постпрацездатний вік |
| -------- | ------- | ------------------ | ---------------- | -------------------- |
| Чоловіки | 370     | 68                 | 261              | 41                   |
| Жінки    | 337     | 48                 | 200              | 89                   |
| Разом    | 707     | 116                | 461              | 130                  |